# Tipula subbarbata
Tipula subbarbata är en tvåvingeart som beskrevs av Alexander 1927. Tipula subbarbata ingår i släktet Tipula och familjen storharkrankar. Inga underarter finns listade i Catalogue of Life.